# Richard Milian
Richard Milian, né le 31 mars 1960 à Canohès dans les Pyrénées-Orientales, est un matador français.

## Présentation

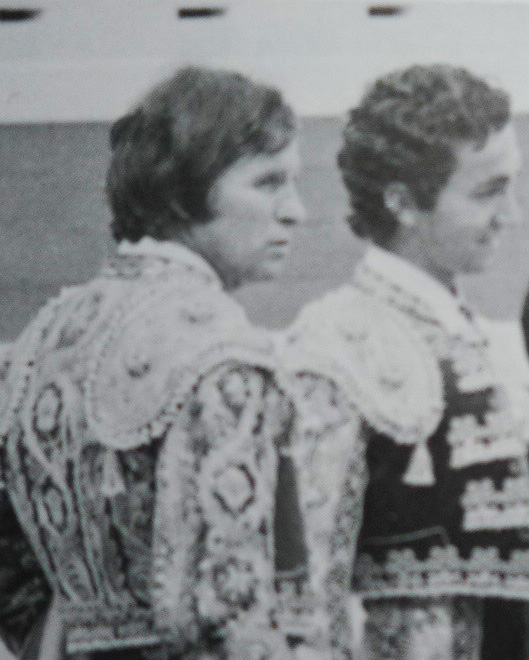
Richard Milian (à droite) le jour de son alternative en 1981, témoin El Cordobes.

Son père avait tenté la carrière de torero sans y réussir. Richard, lui, est entré dans le métier à l'âge de quatorze ans, en commençant par des spectacles de « toro-piscine » dans les arènes de Saint-Cyprien (Pyrénées-Orientales), où son père était gardien.
Sa première novillada piquée a lieu le 17 juillet 1977 dans les arènes de Vichy.
Lorsqu'il reçoit l'alternative à Dax (Landes) le 5 juillet 1981, Richard a déjà participé à 71 novilladas et remporté de nombreux triomphes. Dès la saison suivante, son courage lui vaut l'appréciation des aficionados toristas. Les taureaux les plus gros et les mieux armés lui sont réservés.
Comme les portes de l'Espagne ne s'ouvrent pas au jeune torero, il se tourne vers la Colombie où il alterne, à Medellín, avec  « El Cali » (Enrique Calvo) et « El Villano » (Arturo Villa) le 23 août 1983.
Cinq ans plus tard, il  confirme son alternative à Madrid. Il lui faudra attendre le 16 novembre 1997 pour pouvoir confirmer son alternative à Mexico. « Faisant fi de tous les dangers, il a toujours accepté les corridas les plus difficiles. »
Sa spécialité était l'affrontement avec les taureaux de la ganadería Miura face auxquels il faisait preuve d'un courage qui lui valait le respect du public. C'était également un  banderillero de qualité qui posait souvent les banderilles al quiebro.
Désormais, il s'est retiré dans sa propriété des Landes où il gère ses affaires.
Il gère également une école taurine, Adour Aficion.

## Carrière
- Débuts en novillada sans picadors le 29 août  1976 à Saint-Cyprien (Pyrénées-Orientales).
- Débuts en novillada avec picadors le 17 juillet  1977 à Vichy. Novillos des ganaderías de François André et Hubert Yonnet.
- Débuts en Espagne à Barcelone le 2 août  1979
- Présentation à Madrid le 5 juin 1980, novillos de la ganadería de Bernardino Jiménez
- Alternative à Dax (Landes) le 5 juillet 1981 ; parrain Paco Camino, témoin El Cordobés ; taureau Jacaranda de la ganadería de Salvador Domecq.
- Confirmation d’alternative à Madrid le 24 juillet 1984 ; parrain Juan Antonio Esplá (frère cadet de Luis Francisco Esplá) , témoin Luis Reina, taureau Impostor de la ganadería de Martinez Uranga
- Confirmation d’alternative à Mexico le 16 novembre 1997 ; parrain Humberto Flores, témoins Denis Loré et « El Conde » ; taureau de la ganadería Ranco seco.